# Železniško postajališče Košaki
Železniško postajališče Košaki je eno izmed železniških postajališč v Sloveniji, ki oskrbuje bližnji naselji Pekel (kjer stoji) in Košaki. Zaradi odločbe inšpektorja od 11.6.2017 vlaki več ne ustavljanjo na postajališču.